# Seznam měn Asie
Toto je seznam měn Asie.
| Stát                    | Název měny                         | kód měny |
| ----------------------- | ---------------------------------- | -------- |
| Afghánistán             | Afghánský afghání                  | AFN      |
| Arménie                 | Arménský dram                      | ALL      |
| Ázerbájdžán             | Ázerbájdžánský manat               | AZN      |
| Bahrajn                 | Bahrajnský dinár                   | BHD      |
| Bangladéš               | Bangladéšská taka                  | BDT      |
| Bhútán                  | Bhútánský ngultrum Indická rupie   | BTN INR  |
| Brunej                  | Brunejský dolar                    | BND      |
| Čína                    | Čínský jüan                        | CNY      |
| Filipíny                | Filipínské peso                    | PHP      |
| Gruzie                  | Gruzínský lari                     | GEL      |
| Indie                   | Indická rupie                      | INR      |
| Indonésie               | Indonéská rupie                    | IDR      |
| Irák                    | Irácký dinár                       | IQD      |
| Írán                    | Íránský rijál                      | IRR      |
| Izrael                  | Izraelský šekel                    | ILS      |
| Japonsko                | Japonský jen                       | JPY      |
| Jemen                   | Jemenský rijál                     | YER      |
| Jižní Korea             | Jihokorejský won                   | KRW      |
| Jordánsko               | Jordánský dinár                    | JOD      |
| Kambodža                | Kambodžský riel                    | KHR      |
| Katar                   | Katarský rijál                     | QAR      |
| Kazachstán              | Kazašské tenge                     | KZT      |
| Kuvajt                  | Kuvajtský dinár                    | KWD      |
| Kypr                    | Euro                               | EUR      |
| Kyrgyzstán              | Kyrgyzský som                      | KGS      |
| Laos                    | Laoský kip                         | LAK      |
| Libanon                 | Libanonská libra                   | LBP      |
| Malajsie                | Malajsijský ringgit                | MYR      |
| Maledivy                | Maledivská rupie                   | MVR      |
| Mongolsko               | Mongolský tugrik                   | MNT      |
| Myanmar (Barma)         | Myanmarský kyat                    | MMK      |
| Nepál                   | Nepálská rupie                     | NPR      |
| Omán                    | Ománský rijál                      | OMR      |
| Pákistán                | Pákistánská rupie                  | PKR      |
| Rusko                   | Ruský rubl                         | RUB      |
| Saúdská Arábie          | Saúdský rijál                      | SAR      |
| Severní Korea           | Severokorejský won                 | KPW      |
| Singapur                | Singapurský dolar                  | SGD      |
| Spojené arabské emiráty | Dirham Spojených arabských emirátů | AED      |
| Srí Lanka               | Srílanská rupie                    | LKR      |
| Sýrie                   | Syrská libra                       | SYP      |
| Tádžikistán             | Tádžický somoni                    | TJS      |
| Thajsko                 | Thajský baht                       | THB      |
| Turecko                 | Turecká lira                       | TRY      |
| Turkmenistán            | Turkmenský manat                   | TMT      |
| Uzbekistán              | Uzbecký sum                        | UZS      |
| Vietnam                 | Vietnamský dong                    | VND      |
| Východní Timor          | Americký dolar                     | USD      |

## Státy s částečným mezinárodním uznáním
| Stát                  | Název měny                      | Kód měny | Nárokující stát |
| --------------------- | ------------------------------- | -------- | --------------- |
| Abcházie              | Abchazský apsar Ruský rubl      | Není RUB | Gruzie          |
| Hongkong              | Hongkongský dolar               | HKD      | Čína            |
| Jižní Osetie          | Ruský rubl                      | RUB      | Gruzie          |
| Macao                 | Macajská pataca                 | MOP      | Čína            |
| Palestinská autonomie | izraelský šekel Jordánský dinár | ILS JOD  | Izrael          |
| Severní Kypr          | Turecká lira                    | YLT      | Kypr            |
| Tchaj-wan             | Tchajwanský dolar               | TWD      | Čína            |